# 小行星9846
小行星9846（英語：9846）是一颗围绕太阳公转的小行星。1990年7月29日，亨利·E·霍爾特在帕洛马山发现了此天体。
这颗小行星的绝对星等为225.65954等。